# Libellula forensis
Libellula forensis – gatunek ważki z rodziny ważkowatych (Libellulidae). Występuje w Ameryce Północnej – w zachodniej połowie USA oraz w południowo-zachodniej Kanadzie (Kolumbia Brytyjska).